# Oskari Tokoi

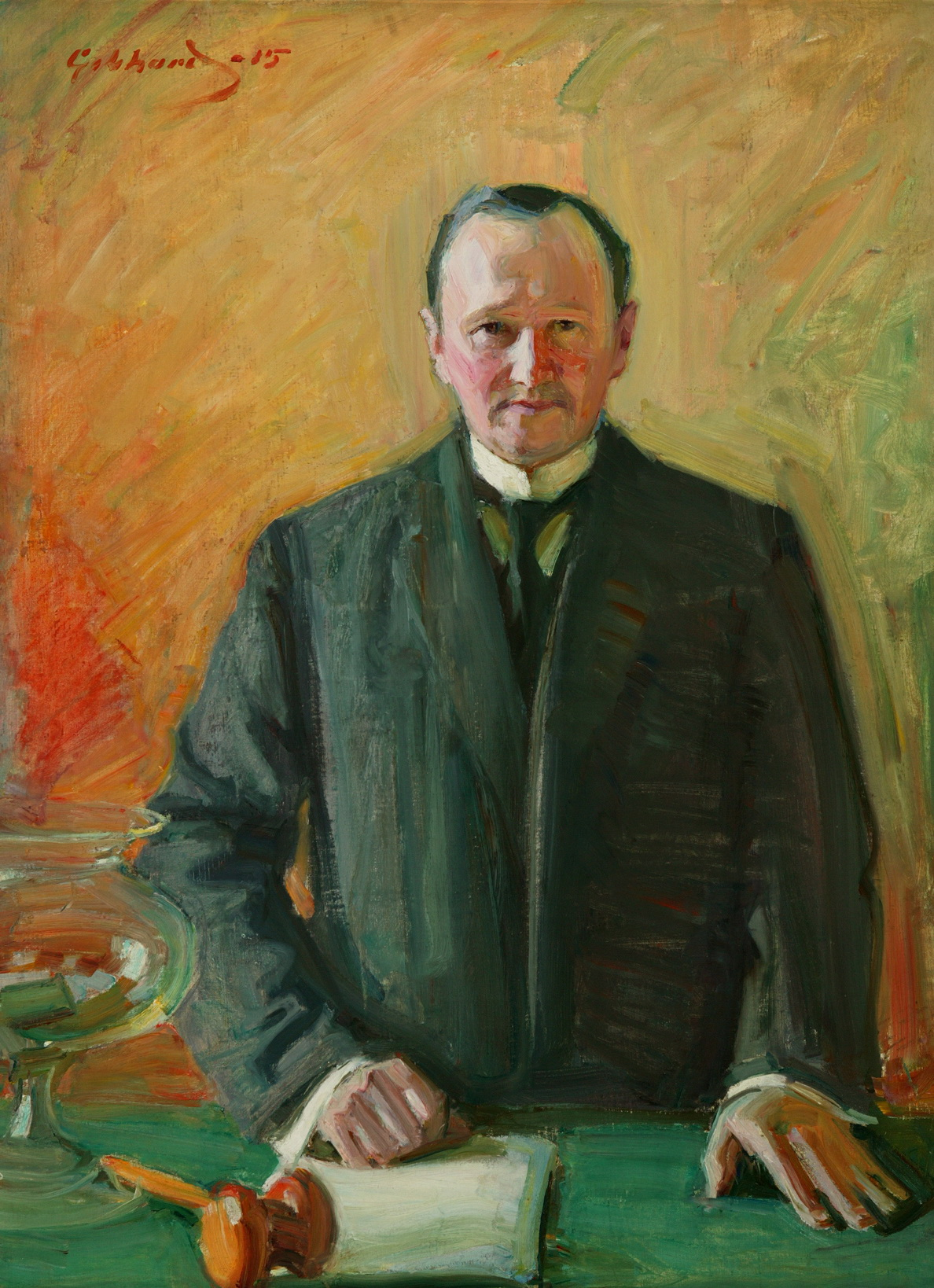
Oskari Tokoi

Oskari Tokoi (Perho, 15 april 1873 - Fitchburg, 4 april 1963) was een Fins sociaaldemocratisch politicus.
Oskari Tokoi werd geboren als Oskari Hirvi in 1873 in Perho in de regio Österbotten (Pohjanmaa). In 1891 ging hij naar de Verenigde Staten waar hij als mijnwerker werkte en zich verdienstelijk maakte binnen de vakbeweging. In 1900 keerde hij naar het Groothertogdom Finland terug en werkte er als boer en koopman.
In 1905 werd Tokoi tot voorzitter van de Vakbond van Kannus gekozen. In 1907 werd hij in het Finse parlement (Eduskunta) gekozen voor de Sociaaldemocratische Partij (SDP).
In 1916 werd de SDP na de verkiezingen de grootste partij in de Eduskunta. Op 26 maart 1917, na de Februarirevolutie, werd Tokoi vicevoorzitter van het Departement van Economische Zaken van de Senaat (de hoogste functie in de periode dat Finland nog niet onafhankelijk was). De Senaat (regering van het Groothertogdom) bestond voor een groot deel uit socialisten. Hiermee werd Finland het eerste land ter wereld met een sociaaldemocratische meerderheidsregering. De oppositie eiste echter nieuwe verkiezingen voor de Eduskunta omdat volgens hen de situatie van Finland vóór de Februarirevolutie dan die van daarna. De verkiezingen voor de Eduskunta waren immers in 1916, vóór de Februarirevolutie. In juli 1917 werden er - ondanks protesten van de SDP - nieuwe verkiezingen gehouden die resulteerden in een overwinning voor de burgerlijke partijen. Tokoi werd als vicevoorzitter van de Senaat vervangen door Eemil Nestor Setälä (Jong-Finse Partij). In november 1917 werd Pehr Svinhufvud vicevoorzitter van de Senaat (vanaf 1918 premier genaamd). Svinhufvud riep in diezelfde maand de onafhankelijkheid van Finland uit.
Oskari Tokoi en de radicalen binnen de SDP erkenden Svinhifvud en de onafhankelijkheidsverklaring niet en Tokoi zette een tegenregering op. In januari 1918 pleegden radicale SDP'ers een staatsgreep en riepen de Finse Socialistische Radenrepubliek uit. Onder Valfrid Perttilä en Kullervo Manner werd een socialistische regering opgezet. Tokoi werd volkscommissaris van Voorziening en lid van het Arbeiderscomité. De daarop volgende Finse Burgeroorlog werd gewonnen door het Witte Leger van generaal Mannerheim. Het Rode Leger van de radenrepubliek werd verslagen en Tokoi en andere regeringsleden vluchtten naar Rusland. 
In Rusland koos Tokoi niet de kant van de bolsjewieken, maar die van hun tegenstanders. Van 1919 tot 1920 was hij politiek adviseur van het Moermansklegioen, een door de Britten georganiseerd leger dat tegen de bolsjewieken vocht.
Na de Russische Burgeroorlog (1921) kon Tokoi niet meer naar Finland terugkeren, omdat hij daar tot landverrader was verklaard. Tokoi ging eerst naar Engeland, daarna naar Canada en ten slotte kwam hij in de Verenigde Staten terecht. In de VS werd hij hoofdredacteur van de krant Raivaaja. 
In 1944 nam het Finse parlement de zogenaamde Lex Tokoi aan waarin Tokoi volledig werd gerehabiliteerd. Ook mocht hij nu weer naar Finland terugkeren. In 1957 bezocht hij Finland, na een afwezigheid van bijna 39 jaar, Finland om de viering van 50 jaar Eduskunta bij te wonen. In 1963 overleed Tokoi in Fitchburg, Massachusetts. In Helsinki is een kade naar hem genoemd.
- International Standard Name Identifier: 0000 0004 8444 9576
- SNAC: w6pg49fx
- Virtual International Authority File: 528147907522079210003